# جولة تصوير

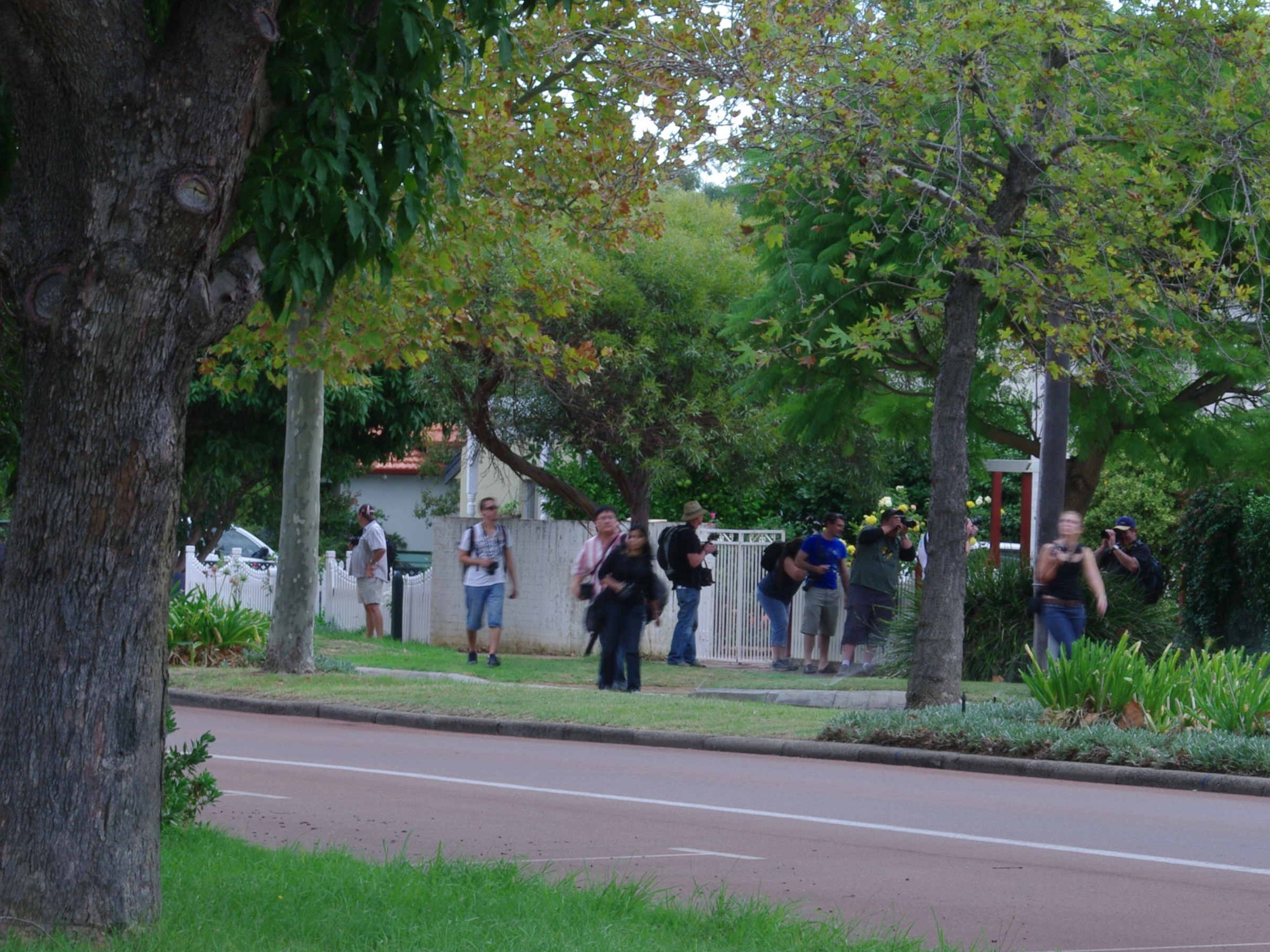
مصورو فليكر في جولة تصوير راجلة في غيلدفورد، أستراليا

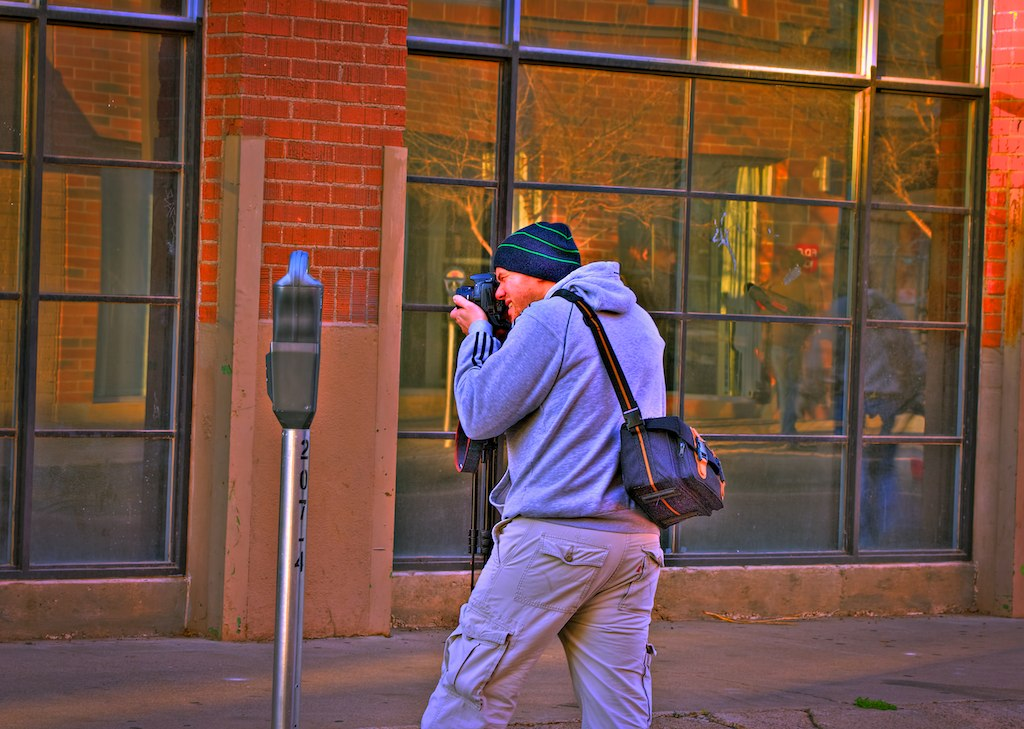
جولة تصوير في منطقة وسط المدينة في فينكس-أريزونا

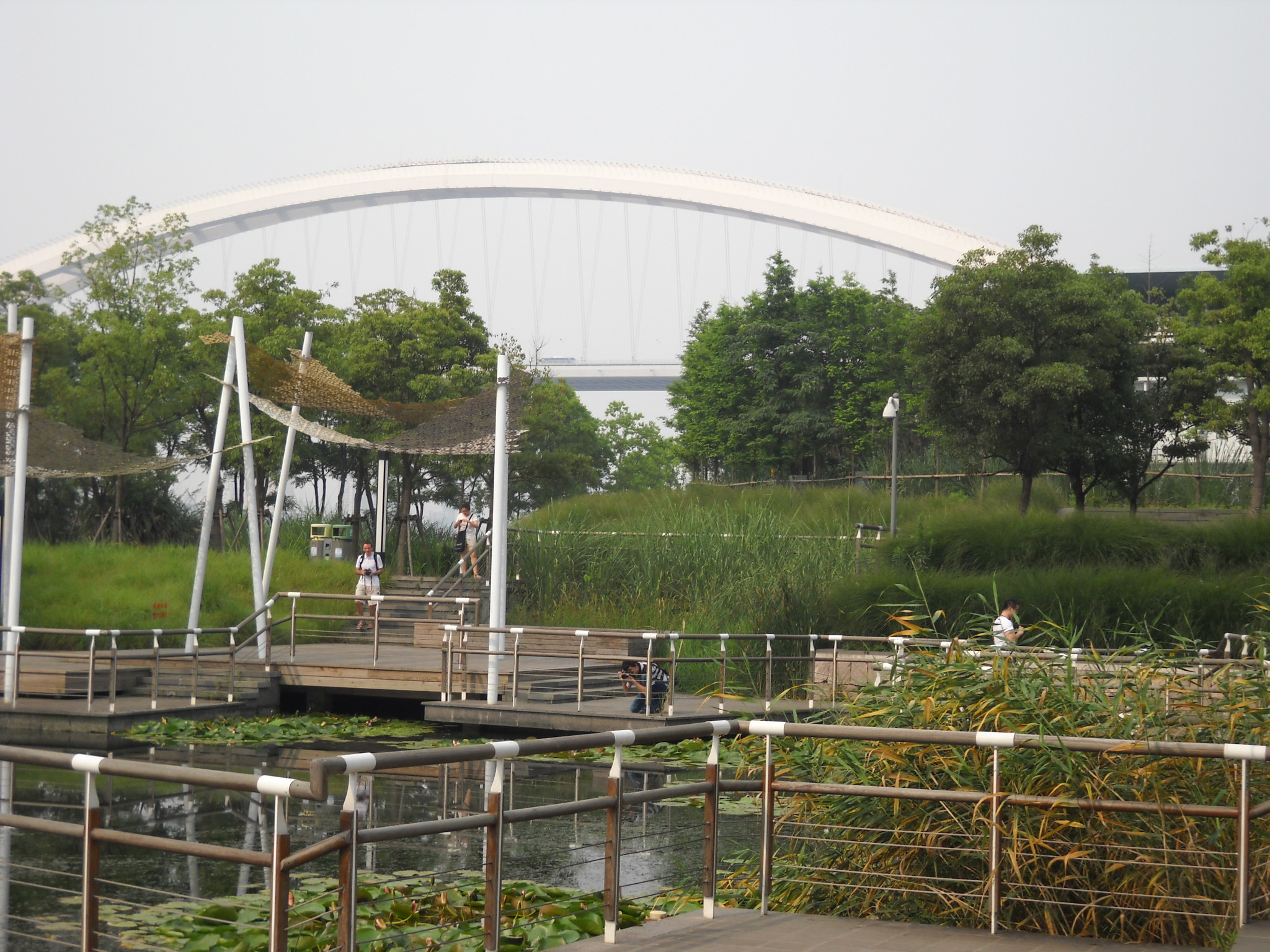
جولة تصوير في شانغهاي.

جولة التصوير نشاط يقوم به هواة ومحترفو التصوير مشياً على الأقدام بصحبة آلة تصوير، بهدف التقاط صور الأشياء التي يجدونها مثيرة للاهتمام.
غالباً ما تكون جولة التصوير نشاطاً مجتمعياً تنظمه أندية ومنتديات التصوير أو هيئات تجارية،، وتكون عادة سيراً على الأقدام. ويكون هدف هذا النشاط ممارسة هواية التصوير وتحسين مهارات التصوير الفوتوغرافي بدلاً من التركيز على التصوير الوثائقي.
ليس بالضرورة أن تكون الكاميرا رقمية، لكن نظراً لانخفاض كلفة التصوير الرقمي وسهولة معالجة الصور الرقمية وإمكانية مشاركة وتبادل الصور من خلال الإنترنت، كل ذلك سهّل تحقيق غايات وأهداف جولات التصوير.
على الرغم من أن جولة التصوير ترتبط بتصوير الشارع، إلا أن جولات التصوير تتميز بالتركيز على تصوير الأشياء المثيرة للاهتمام بدلاً من تصوير الأشخاص. والجدير بالذكر أن جولات التصوير التي قد تمتد لبضعة كيلو مترات تفيد في تعزيز اللياقة البدنية.

## روابط خارجية
- Worldwidephotowalk.com ابحث عن جولات تصوير قريبة من موقعك
- جولة تصوير في بروكسل بتظيم من كونراد دفوياك
- UC Berkeley Photowalk Club نسخة محفوظة 12 أبريل 2015 على موقع واي باك مشين. جولات تصوير في منطقة خليج كاليفورنيا
- جولات تصوير في بيونس أيرس
- «طلعة تصوير عمان» على الفيسبوك